# Milan (New Hampshire)
Milan in New Hampshire ist eine Town in Neuengland. Es liegt im Coös County in den „Great North Woods“ New Hampshires. Das U.S. Census Bureau hat bei der Volkszählung 2020 eine Einwohnerzahl von 1.358 ermittelt. Ursprünglich hieß das Territorium Paulsbourg, bis der Name anlässlich der Eintragung als unabhängige Gemeinde in Milan geändert wurde. Dem Gouverneur, der die Eintragung bewilligte, lag an der Förderung der Wollindustrie, und wählte den Namen nach dem eines Freundes, dessen Familie an der Errichtung einer der frühen Wollmühlen beteiligt gewesen war.

## Geographie
Milan liegt am Androscoggin River im Nordosten der White Mountains. Im Westen verläuft der Oberlauf des Upper Ammonoosuc River in nahezu entgegengesetzter Richtung. An Milan grenzen Dummer im Norden, Cambridge im Nordosten, Success im Osten, Berlin im Süden sowie Kilkenny und Stark im Westen. Zur Gemeinde gehören Milan, West Milan und Copperville. Milan liegt weiter von Manchester, der größten Stadt New Hampshires, entfernt als von Portland in Maine und mehr als doppelt so weit von New York entfernt als von Montreal, das dichter an Milan liegt als Boston.

## Geschichte
Am 31. Dezember 1771 wurde die Siedlungskonzession unter dem Namen Paulsburg (oder Paulsbourg) erteilt. Der Name blieb bis zur Eintragung als unabhängige Gemeinde am 16. Dezember 1824 erhalten, als Gouverneur Levi Woodbury den Namen zu Ehren seines Freundes Milan Harris änderte. Die erste Versammlung der Gemeinde fand am 8. März 1825 statt. Vor 1820 gab es nur wenige Siedler, im Jahr davor wurden 19 Einwohner gezählt, 1810 betrug die Anzahl 14. 1822 oder 1823 kamen mehrere Siedlerfamilien aus Maine nach Milan. 1824 kamen die Twitchells, die zusammen mit der Familie Harris eine der ersten Wollmühle in Harrisville errichtet hatten. Die ersten Farmen wurden auf dem Milan Hill angelegt, wo der Boden wärmer und weniger frostgefährdet  war als in den Tälern, doch als nach einigen Jahren die Erträge hinter den Erwartungen zurückblieben, wanderten die Farmer in die fruchtbareren Flussebenen ab. Zunächst jedoch war die Holzindustrie der Haupteinnahmezweig von Milan, und die Landwirtschaft nachrangig. Eine erste Mühle wurde möglicherweise bereits vor dem Krieg von 1812 bei Copperville errichtet. 1877 fand ein Farmer eine Goldader. Zunächst örtliche Landbesitzer, dann Investoren aus Boston und Portland betrieben die Mine, doch mit zunehmender Tiefe nahm der Goldanteil ab, und der Abbau wurde 1886 eingestellt.
1852 wurde entlang des Upper Ammonoosuc River die Bahnstrecke von Gorham nach Groveton gebaut, mit Bahnhöfen in Coppersville und West Milan. 1859 gab es in Milan sieben Schulbezirke, zwei Postämter in Milan und West-Milan, eine Methodistenkirche, vier Sägemühlen und eine zur Herstellung von Schindeln, Latten und Fassadenbrettern.

### Bevölkerungsentwicklung
| Volkszählungsergebnisse – Milan, New Hampshire | Volkszählungsergebnisse – Milan, New Hampshire | Volkszählungsergebnisse – Milan, New Hampshire | Volkszählungsergebnisse – Milan, New Hampshire | Volkszählungsergebnisse – Milan, New Hampshire | Volkszählungsergebnisse – Milan, New Hampshire | Volkszählungsergebnisse – Milan, New Hampshire | Volkszählungsergebnisse – Milan, New Hampshire | Volkszählungsergebnisse – Milan, New Hampshire | Volkszählungsergebnisse – Milan, New Hampshire | Volkszählungsergebnisse – Milan, New Hampshire |
| Jahr                                           | 1810                                           | 1820                                           | 1830                                           | 1840                                           | 1850                                           | 1860                                           | 1870                                           | 1880                                           | 1890                                           | 1900                                           |
| ---------------------------------------------- | ---------------------------------------------- | ---------------------------------------------- | ---------------------------------------------- | ---------------------------------------------- | ---------------------------------------------- | ---------------------------------------------- | ---------------------------------------------- | ---------------------------------------------- | ---------------------------------------------- | ---------------------------------------------- |
| Einwohner                                      | 14                                             | 57                                             | 243                                            | 386                                            | 493                                            | 789                                            | 710                                            | 895                                            | 1029                                           | 1135                                           |
| Jahr                                           | 1910                                           | 1920                                           | 1930                                           | 1940                                           | 1950                                           | 1960                                           | 1970                                           | 1980                                           | 1990                                           | 2000                                           |
| Einwohner                                      | 924                                            | 730                                            | 719                                            | 782                                            | 743                                            | 661                                            | 713                                            | 1013                                           | 1254                                           | 1337                                           |
| Jahr                                           | 2010                                           | 2020                                           | 2030                                           | 2040                                           | 2050                                           | 2060                                           | 2070                                           | 2080                                           | 2090                                           | 2100                                           |
| Einwohner                                      | 1337                                           | 1358                                           |                                                |                                                |                                                |                                                |                                                |                                                |                                                |                                                |

## Infrastruktur und Gemeindeeinrichtungen
Polizei und Müllabfuhr wurden vertraglich an externe Dienstleister vergeben, Feuerwehr und medizinische Notfallversorgung erfolgen durch Freiwillige. Die Wasserver- und -entsorgung geschehen mittels privater Brunnen und Tanks. Milan hat eine Bibliothek, die Milan Public Library, und eine Grundschule. Der Besuch der Klassenstufen 7–12 erfolgt in Berlin.

### Verkehr
Auf der Westseite des Ammonoosuc verläuft die New Hampshire State Route NH-16. Die NH-110 mit Nebenstrecken durchquert den Westteil von Milan. Östlich der Straße verläuft die durch die St. Lawrence and Atlantic Railroad im Güterverkehr betriebene Bahnstrecke. Auf dem Ostufer liegt der Berlin Regional Airport mit asphaltierter Landebahn. Der nächstgelegene Flughafen mit Linienverkehr ist in Portland.